# Bubba Gump Shrimp Company

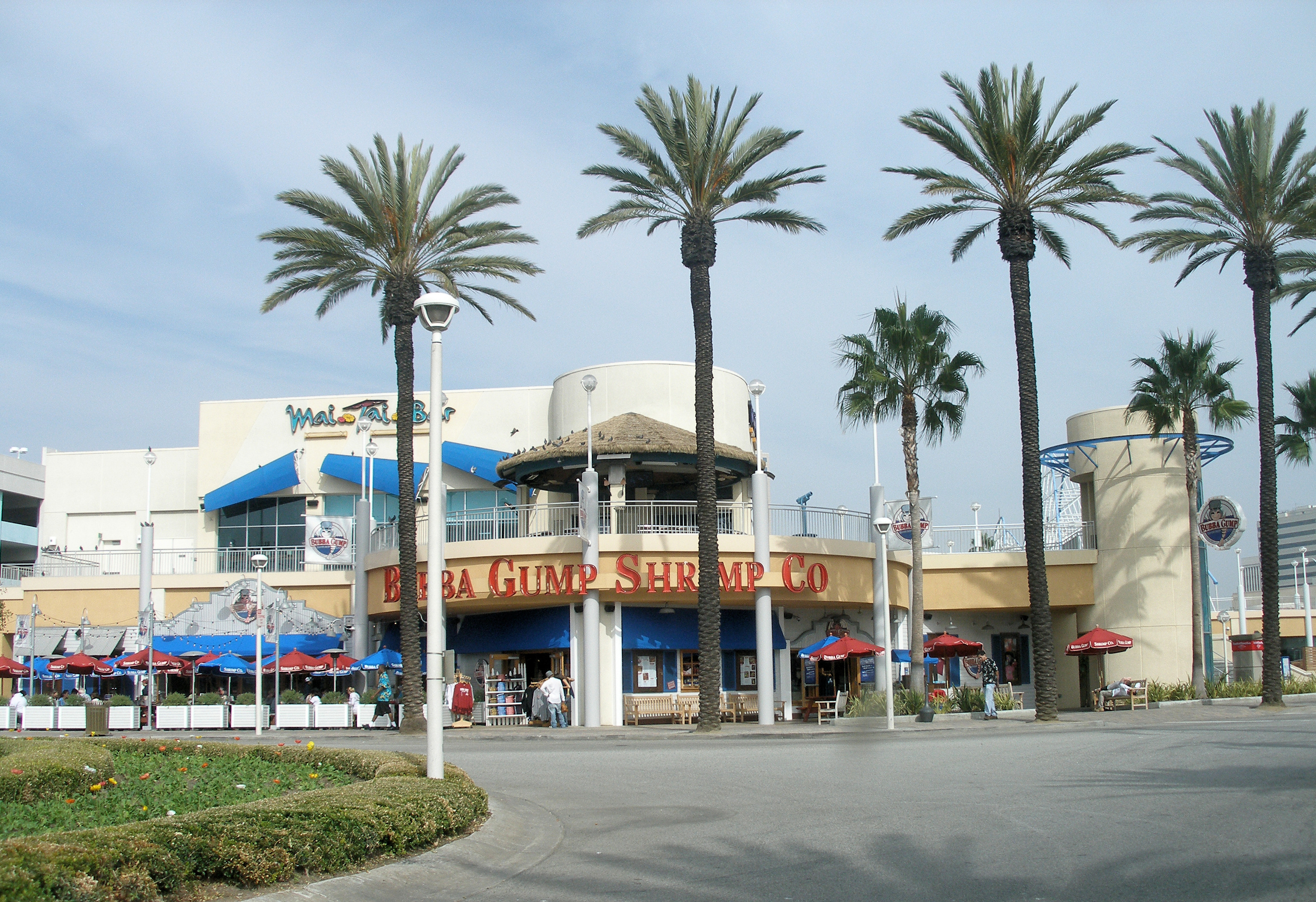
El Bubba Gump Shrimp Co. Restaurante en Long Beach, California.

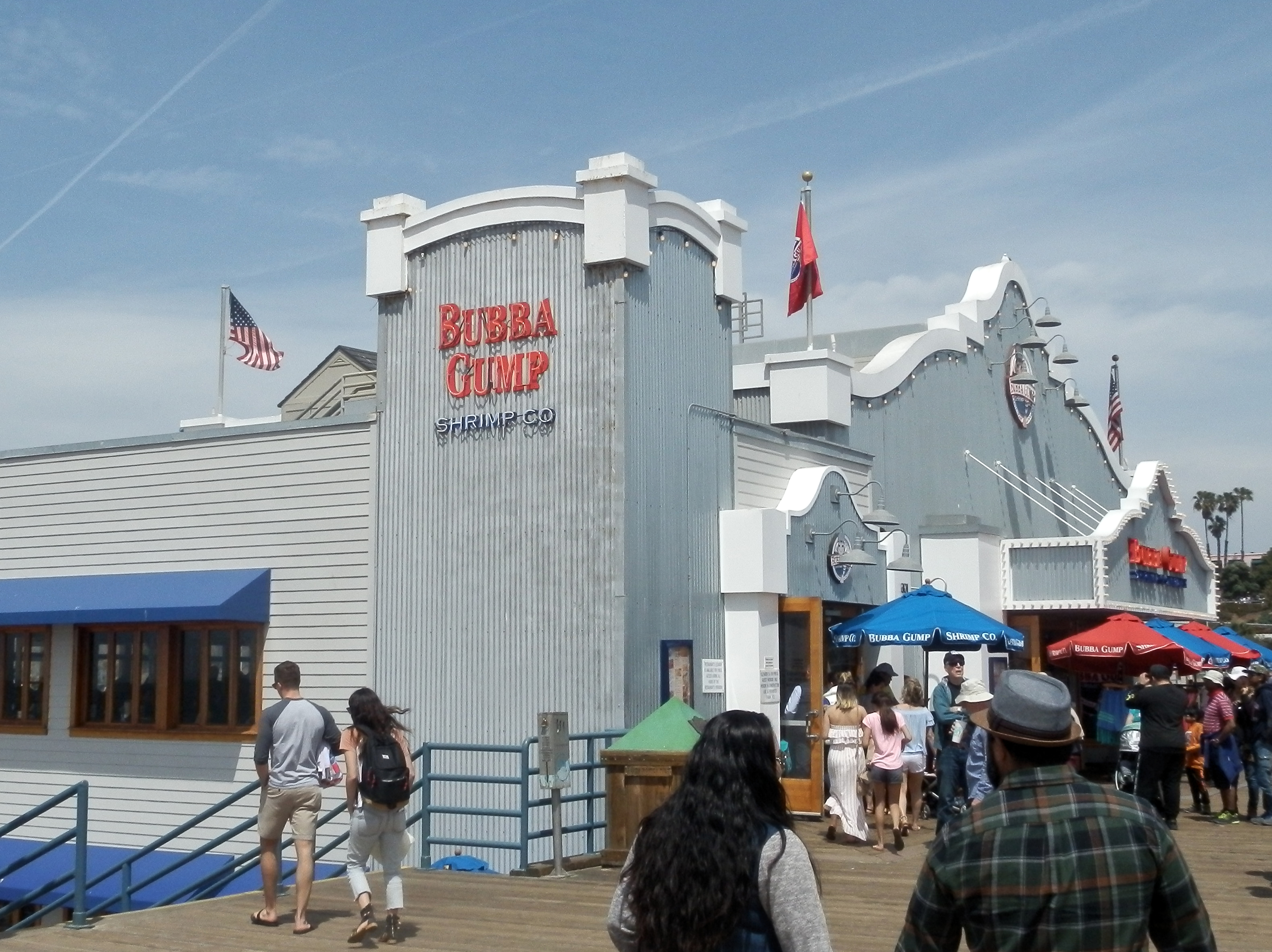
El Bubba Gump Shrimp Co. Restaurante en Santa Mónica, California.

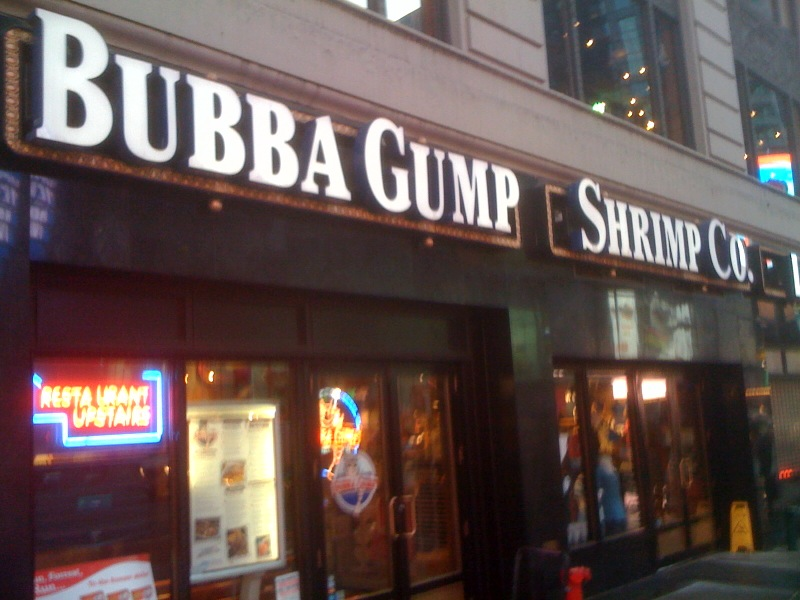
El Bubba Gump Shrimp Co. Restaurante en Times Square, Ciudad de Nueva York.

Bubba Gump Shrimp Company es una cadena de restaurantes relacionada con gambas. La empresa se inspiró en la película Forrest Gump de 1994. Desde julio de 2015 se han creado por todo el mundo 40 restaurantes pertenecientes a la compañía. Veintinueve de estos en Estados Unidos, cuatro en México, tres en Malasia y uno en Londres, Hong Kong, Canadá, Indonesia, Japón y las Islas Filipinas. La sede de la empresa se encuentra en Houston, Texas. 
El primer restaurante de la cadena fue abierto en 1996 en Monterey, California, por Viacom. Los dueños de Viacom son los propietarios de Paramount Pictures, la distribuidora de Forrest Gump. Además, también les pertenece la cadena de restaurantes Rusty Pelican. Los restaurantes de Bubba Gump se llaman así por los personajes de la película, “Bubba” y “Forrest Gump”. En la película, Bubba le propone a Forrest Gump crear una empresa relacionada con las gambas. Tras la muerte de Bubba en la guerra de Vietnam, Forrest intentará realizar la propuesta de su amigo.

## Historia
En 1995, Paramount Pictures persiguió la idea de crear un restaurante basado en la película del año anterior Forrest Gump. Como resultado fue creada Bubba Gump Shrimp Company. En un año, Bubba Gump Shrimp Company creó el concepto de una posible cadena de restaurantes y fue patentado por Paramount Licensing, Inc. En 1996 abrió el primer restaurante de la compañía y su éxito llevó a la franquicia a dar el salto internacional. A pesar de que la compañía se encuentre en Alabama en la película, en el mundo real no cuenta con ningún restaurante en esta localización.
En noviembre de 2010, Landry S.L compró Bubba Gump Shrimp Company por una cantidad de dinero desconocida. La compra también incluía un restaurante del Rusty Pelican en Newport Beach, California.

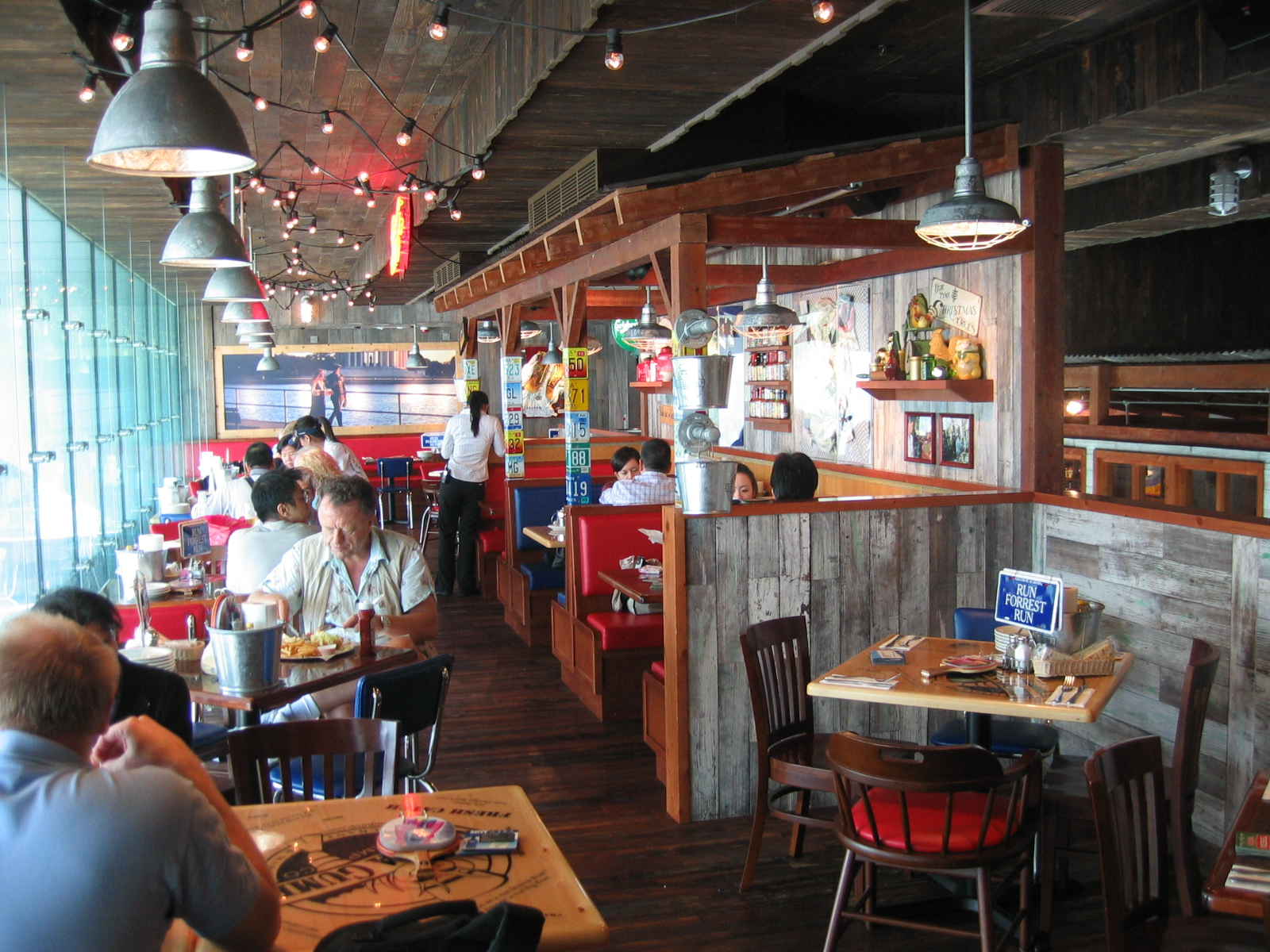
Restaurante de Bubba Gump en Hong Kong

Como indica el nombre, el menú de los restaurantes de Bubba Gump Shrimp Company consiste principalmente en platos de gambas y marisco. El restaurante nombra a sus platos con nombres relacionados con la película, ya sea con personajes u objetos icónicos. En todos los restaurantes se emite Forrest Gump por los televisores y también se puede llamar a los camareros a la señal de “Para, Forrest, para”. Todos los restaurantes disponen de menú infantil.

## Empleados conocidos
El actor Chris Pratt trabajaba en el año 2000 como camarero en un restaurante de Bubba Gump Shrimp Company en Maui, Hawaii. Allí atendió a la actriz/directora Rae Dawn Chong, que más tarde le ofreció un papel en un corto cinematográfico.